# 貝拉弗龍托灣
貝拉弗龍托灣（英語：Bellafronto Bight），是南極洲的海灣，位於維多利亞地的斯科特海岸，處於布朗半島西部和迪斯卡弗里火山西北部之間，在1999年由美國南極名稱諮詢委員命名，現時由南極條約體系管理。